# Disputa fronteiriça entre Camboja e Tailândia
A disputa fronteiriça cambojana-tailandesa é uma disputa territorial de longa data entre Camboja e Tailândia sobre certas áreas de sua fronteira compartilhada. Começou na década de 1950, logo após a independência cambojana da França, e inicialmente centrou-se em torno da propriedade do templo de Preah Vihear. O caso foi levado a Corte Internacional de Justiça (CIJ), que decidiu em 1962 a favor do Camboja. A questão ficou latente nas décadas seguintes, à medida que o Camboja entrou em guerra civil, mas permaneceu sem solução, pois seções das fronteiras dos países nunca foram demarcadas em conjunto. A disputa degenerou em conflito aberto em 2008, após a nomeação do templo pelo Camboja como Patrimônio Mundial da UNESCO e manifestantes tailandeses atacando seu governo sobre a questão. Os confrontos levaram a um pedido de esclarecimento da CIJ, que foi decidido em 2013. Durante essa rodada de conflitos, também surgiram disputas sobre outras áreas de fronteira sobrepostas, incluindo aquelas ao redor dos antigos templos Khmer de Prasat Ta Muen Thom e Prasat Ta Krabey. O conflito amainou por mais de uma década até irromper novamente em 2025, com os piores combates desde o início da disputa.
A disputa decorre principalmente dos tratados franco-siameses de 1904 e de 1907, que definiram a fronteira final entre o Sião (como a Tailândia era então conhecida) e a Indochina Francesa, cujas fronteiras foram herdadas pelo Camboja. Embora o tratado definisse o segmento relevante da fronteira ao longo da linha divisória de águas  dos Montes Dângrêk, a demarcação fronteiriça por agrimensores franceses produziu mapas que se desviavam da linha nas áreas agora disputadas, incluindo ao redor do templo de Preah Vihear. Apesar da Tailândia argumentar na CIJ que nunca aprovou os mapas e que a localização do templo em um penhasco, mais acessível do lado tailandês, indicava que ele estava em território tailandês, a CIJ decidiu a favor do Camboja em grande parte baseado no fato de que o Sião nunca protestou oficialmente contra o mapa ou reivindicou a propriedade do templo enquanto este esteve sob controle francês. O Camboja também se considera detentor de direitos legítimos sobre os templos devido à afinidade cultural mais estreita como sucessor do Império Khmer.
Os dois países também têm uma grande área de reivindicações marítimas sobrepostas resultantes de reivindicações de plataforma continental (zona econômica exclusiva) anunciadas pelo Camboja em 1972 e pela Tailândia em 1973. Um memorando de entendimento assinado em 2001 concordou com o desenvolvimento conjunto da área disputada ao sul do paralelo 11 N, embora tenha havido pouco progresso desde então.

## Contexto
Atingindo seu auge, por volta dos séculos XI e XIII, a influência do Império Khmer estendeu-se por uma grande área do Sudeste Asiático Continental, e muitos monumentos da era Angkor são encontrados nas áreas atuais não apenas do Camboja, mas também da Tailândia e do Laos. No final do século XIX, quando os franceses estabeleceram um protetorado sobre o Camboja, a maior parte das atuais áreas da fronteira entre o Camboja e a Tailândia estavam sob o controle do Sião. Como resultado da crise franco-siamesa de 1893, o Sião foi forçado a ceder extensas reivindicações territoriais sobre seus afluentes laosianos e cambojanos à Indochina Francesa. Negociações subsequentes levaram ao tratado franco-siamês de 1904, no qual o Sião cedeu mais áreas na margem direita do rio Mekong, e ao tratado de 1907, que cedeu as áreas do Camboja Interior, incluindo a antiga capital Khmer, Angkor. Esses tratados estabeleceram a fronteira entre o Sião e a Indochina Francesa, cujas fronteiras com a Tailândia foram herdadas pelo Camboja e pelo Laos quando conquistaram a independência em 1954.
Entre as fronteiras estabelecidas pelos tratados, a fronteira entre o atual o norte do Camboja (incluindo as províncias de Oddar Meanchey e Preah Vihear) e a região de Isan, na Tailândia (províncias de Buri Ram, Surin, Sisaket e Ubon Ratchathani) foi definida ao longo da linha divisória das Montanhas Dangrek. Os tratados também estipulavam que a fronteira fosse demarcada por uma comissão mista composta por autoridades tailandesas e francesas. Duas comissões foram criadas de acordo com cada um dos tratados, supervisionando o trabalho realizado por agrimensores franceses. Os mapas resultantes dos levantamentos foram impressos e publicados em Paris e submetidos aos dois governos. Posteriormente, descobriu-se que os mapas continham desvios significativos da linha divisória em várias áreas, incluindo aquelas dos templos agora disputados, especialmente Preah Vihear. No entanto, o governo tailandês não contestou os mapas na época, e documentos recentemente revelados indicam que, já em 1911, o governo estava ciente de que o mapa aplicável mostrava o templo Preah Vihear como estando localizado no Camboja.
Durante a Segunda Guerra Mundial, a Tailândia, sob a ditadura de Plaek Phibunsongkhram, aliou-se ao Império do Japão e invadiu a Indochina Francesa em 1940 para buscar sua ideologia pan-tailandesa e recuperar o que considerava territórios perdidos da Tailândia. A Tailândia anexou brevemente partes das áreas cedidas em 1904 e 1907, mas teve que renunciar às reivindicações quando a guerra terminou com a derrota do Japão.

## Caso do Templo de Preah Vihear
O contencioso surgiu após as autoridades tailandesas estacionarem tropas desde 1954 no Templo Preah Vihear (conhecido em tailandês como Phra Wihan), em uma área disputada entre a província de Preah Vihear, no Camboja, e a província de Si Sa Ket, na Tailândia. O Camboja apresentou queixa à Corte Internacional de Justiça (CIJ) em 1959, e esta decidiu, em 1962, que o templo estava situado em território cambojano.
A disputa decorreu dos diferentes mapas utilizados por cada parte na delimitação nacional. A França, que era a protetora do Camboja na época, concordou com o Sião no tratado de fronteira franco-siamês de 1904. A Comissão Mista foi criada em 1905 e deveria realizar a delimitação entre o Sião e o Camboja. O Camboja utilizou o mapa publicado por geógrafos franceses em 1907 (chamado "mapa do Anexo I"), que mostrava o Templo em território cambojano. Já a Tailândia utilizou as disposições do tratado de 1904, que dizem:
 A fronteira entre o Sião e o Camboja começa na margem esquerda do Grande Lago, na foz do rio Stung Roluos, segue o paralelo a partir desse ponto em direção leste até encontrar o rio Prek Kompong Tiam. Em seguida, virando para o norte, funde-se com o meridiano desse ponto de encontro até a cordilheira Pnom Dang Rek. De lá, segue o divisor de águas entre as bacias do Nam Sen e do Mekong, de um lado, e do Nam Moun, do outro, e se junta à cordilheira Pnom Padang, cuja crista segue para leste até o Mekong. A montante desse ponto, o Mekong permanece como fronteira do Reino do Sião, de acordo com o Artigo 1 do Tratado de 3 de outubro de 1893.
Isso consideraria o templo como estando localizado em território tailandês.
Em 15 de junho de 1962, a CIJ julgou que o mapa do Anexo I não vinculava ambas as partes, pois não era obra da Comissão Mista, conforme o tratado. No entanto, ambas as partes adotaram o mapa e a linha de demarcação nele contida, tendo, portanto, caráter vinculativo. O governo siamês não discordou nem se opôs ao mapa, portanto, a Tailândia estava vinculada a ele, de acordo com o princípio jurídico "Qui tacet consentire videtur si loqui debuisset ac potuisset". A CIJ decidiu, por nove votos a três, que o Templo estava localizado em território cambojano e que a Tailândia era obrigada a retirar todas as tropas ali estacionadas, e, por sete votos a cinco, que a Tailândia restituísse ao Camboja quaisquer objetos removidos das ruínas desde 1954.

## Reivindicações marítimas

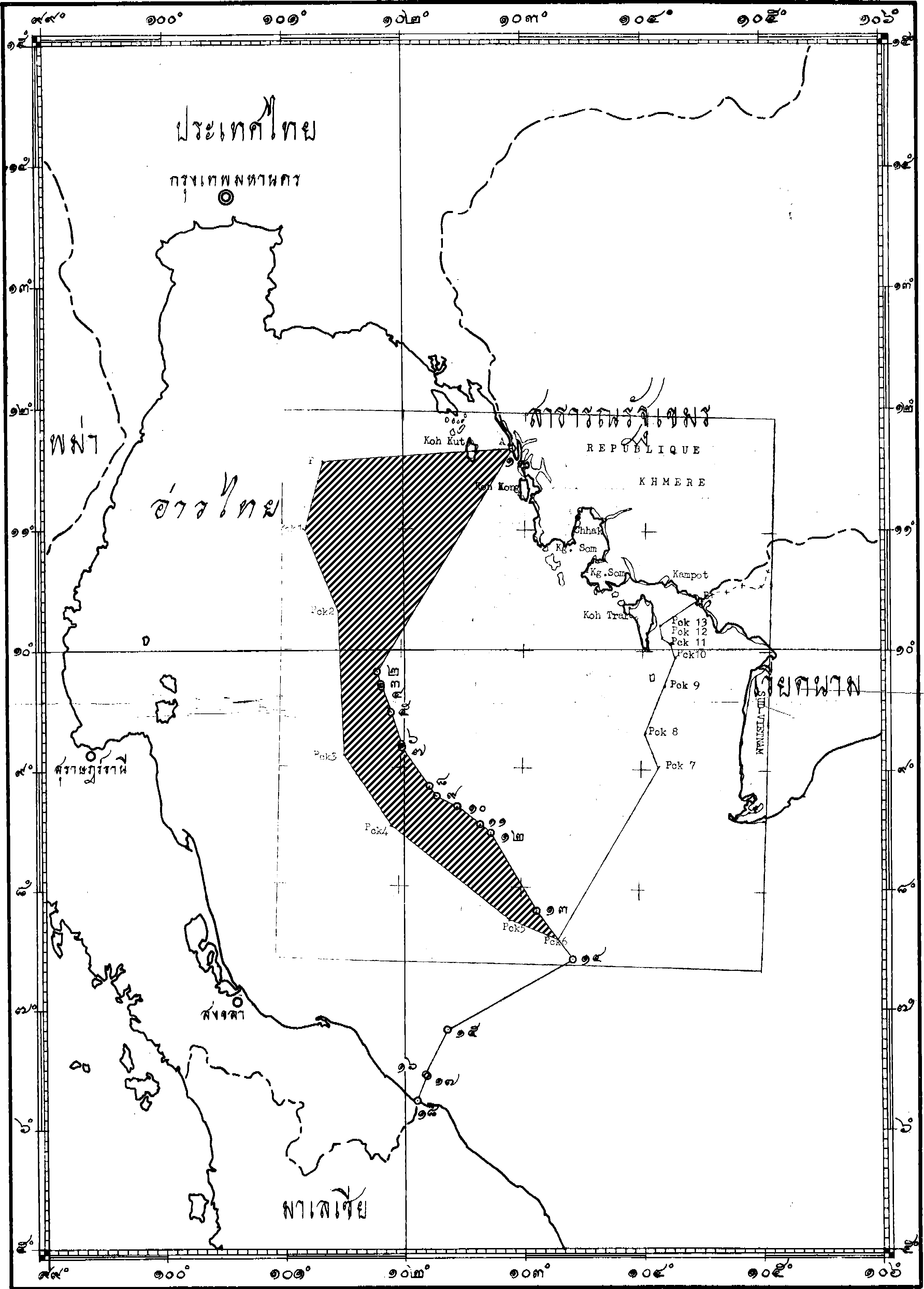
Reivindicações sobrepostas da plataforma continental da Tailândia e do Camboja

De acordo com a Convenção sobre a Plataforma Continental de 1958, da qual ambos os países eram signatários, o Camboja e a Tailândia anunciaram reivindicações unilaterais de direitos sobre a plataforma continental em 1972 e 1973, respectivamente. As duas reivindicações se sobrepõem significativamente, decorrentes de diferentes determinações da linha equidistante entre a costa do Camboja e a costa sul da Tailândia, no lado oposto do Golfo da Tailândia, bem como de reivindicações conflitantes sobre limites laterais entre Ko Kut, na Tailândia, e Koh Kong, no Camboja. As reivindicações do Camboja, em particular, envolvem uma interpretação do tratado de 1907 que estudiosos descreveram como "duvidosa" e "altamente questionável", que a Tailândia rejeita.
Os dois países assinaram um memorando de entendimento em 2001 que concordou com o desenvolvimento conjunto da área disputada ao sul do paralelo 11 norte e a delimitação da fronteira na área ao norte do paralelo. No entanto, houve pouco progresso desde então.

## Comissão Conjunta de Fronteiras
Em 1997, os governos dos dois países concordaram em estabelecer uma Comissão Conjunta de Fronteiras para supervisionar a demarcação das suas fronteiras e, em 2000, foi assinado um memorando de entendimento, estabelecendo o enquadramento para o processo.

## Conflito de 2008-2013
A disputa ressurgiu em 2008, quando o governo cambojano se preparava para nomear o Templo de Preah Vihear como Patrimônio Mundial da UNESCO. O governo tailandês de Samak Sundaravej inicialmente assinou uma nota apoiando a nomeação, mas isto foi aproveitado pelo grupo de protesto antigovernamental Aliança Popular para a Democracia para atacar o governo como parte de seus protestos, o que levou |à crise política. Diante do sentimento nacionalista, o governo de Samak mudou de posição e retirou seu apoio. A situação se agravou com unidades militares se enfrentando nas áreas disputadas, culminando em confrontos armados em diversas ocasiões. Disputas também surgiram sobre outras áreas de fronteira sobrepostas, incluindo aquelas ao redor dos antigos templos Khmer de Prasat Ta Muen Thom e Prasat Ta Krabey.
O conflito levou a um pedido de interpretação à CIJ sobre o território abrangido pela sentença de 1962. Em 2013, o tribunal decidiu que incluía o penhasco onde o templo ficava (chamado no caso de promontório), mas não toda a área ao redor, incluindo a colina próxima de Phnom Trap.

## Conflito de 2025
Em 2025, as tensões aumentaram em diversas áreas disputadas ao longo da fronteira, especialmente com os confrontos na região da passagem de Chong Bok em 28 de maio. Após vários incidentes diplomáticos e políticos, a crise degenerou em conflito armado aberto em 24 de julho.